# Psychotria richardiana
Psychotria richardiana är en måreväxtart som beskrevs av Ignatz Urban. Psychotria richardiana ingår i släktet Psychotria och familjen måreväxter. Inga underarter finns listade i Catalogue of Life.